# Marie-Gabrielle de Savoie
Marie Gabrielle de Savoie, née le 24 février 1940 au palais royal de Naples  (Italie), est la fille du roi Humbert II d’Italie et de la reine née Marie-José de Belgique (fille du roi Albert Ier de Belgique). À ce titre, elle est membre de l'ancienne famille royale italienne. 

## Biographie

### Une jeunesse en exil
Née le 24 février 1940 au palais royal de Naples Marie-Gabrielle de Savoie est le troisième enfant du prince et de la princesse de Piémont. Elle est baptisée le 22 mai 1940 en la chapelle palatine du palais royal de Naples par le cardinal-archevêque Alessio Ascalesi et, selon le souhait de son grand-père le roi Victor Emmanuel III, son prénom rend hommage à Marie-Gabrielle de Savoie Carignan, princesse du XIXe siècle.
Ses parents, mariés depuis 1930, sont malheureux ensemble, comme sa mère l'avoue dans une interview bien des années plus tard : « On n'a jamais été heureux ». Parents de trois autres enfants : Maria-Pia (1934), Victor-Emmanuel (1937-2024) et Marie-Béatrice (1943), Humbert et son épouse Marie-José se séparent en 1947, un an après l'abolition de la monarchie italienne par plébiscite le 2 juin 1946. 
Exilée à partir de 1946, la famille se réunit brièvement au Portugal. Tandis que leur frère rejoint sa mère établie en Suisse dès 1947, Marie-Gabrielle et ses deux sœurs demeurent au Portugal où elles sont élevées par des gouvernantes, des professeurs et des serviteurs, rencontrant leur père lors d'un déjeuner hebdomadaire. En 1957, Maria-Pia s'installe en Suisse auprès de sa mère,.
La princesse obtient un diplôme de traductrice en espagnol, français et italien, délivré par de l'université de Genève, puis elle suit les cours de l'école du Louvre à Paris.

### Projets matrimoniaux potentiels
Durant la croisière des rois, en 1956, une idylle lui est prêtée avec le prince Juan Carlos de Borbón, futur roi d'Espagne, mais le général Franco s'oppose à tout projet matrimonial car Marie-Gabrielle n'est pas la fille d’un souverain régnant, et le Caudillo souhaitait un mariage hors d’Espagne afin d’éviter des manifestations royalistes pouvant menacer son régime. 
En 1958, le chah d’Iran Mohammad Reza Pahlavi, après son divorce avec la princesse Soraya, fait savoir qu’il est intéressé par la princesse Marie-Gabrielle, comme troisième épouse. L’Osservatore Romano, quotidien du soir italien publié par le service officiel d’information du Vatican, estime cependant que cette union serait mal vue pour des raisons religieuses.

### Mariage et descendance
La princesse Marie-Gabrielle épouse Robert Zellinger de Balkany, né à Iclod (près de Cluj-Napoca) en Roumanie et mort le 19 septembre 2015, financier et promoteur immobilier, divorcé en 1966 de Geneviève François-Poncet. Le mariage civil a lieu le 16 février 1969 à Sainte-Mesme (Yvelines, France) et la cérémonie religieuse le 21 juin 1969 au le château Balsan à Èze Village, commune d’Èze (Alpes-Maritimes, France). Le couple se sépare en 1976 et leur divorce est prononcé à Paris en décembre 1990,.
De cette union est née, :
- Marie Élisabeth Zellinger de Balkany, née à Lausanne (Suisse) le 2 mars 1972 ; elle épouse à Chêne-Bourg, près de Genève, le 31 octobre 2002 Olivier Janssens (1964). Le couple a quatre enfants : Gabrielle, Thomas, Paul et Victor[8].

### Activités
Marie-Gabrielle de Savoie quitte l’Italie après le plébiscite de 1946 qui instaurera la république. Elle se confiera au quotidien régional Nice-Matin en 1987 : « Je suis partie au Portugal avec mon père. J’ai commencé mes études… à Madrid, j’ai préparé un doctorat scientifique, puis je suis redescendue à Genève chez ma mère. » Marie-Gabrielle de Savoie enseignera par la suite et pour quelque temps à l’Ecole internationale de Genève. Elle ajoute dans son interview : « La famille de Savoie, comme des romanichels, se sont beaucoup déplacés. Ils ont donné la Savoie aux Français, mais représentent huit siècles d’histoire ».
Depuis la mort, en 1983, l’ancien roi Humbert II son père, elle dirige, avec l’assentiment de son frère le prince Victor-Emmanuel de Savoie, la Fondation Humbert-II-et-Marie-José-de-Savoie destinée à rassembler les archives de la maison de Savoie qui régna sur des territoires appartenant aujourd'hui à la France, à la Suisse et à l’Italie.
En décembre 1991, la princesse Marie-Gabrielle est reçue au palais du Quirinal par le président Francesco Cossiga. Cette visite dans l'ancienne résidence officielle des rois d'Italie est la première qu'elle effectue depuis son départ de l'Italie en 1946.

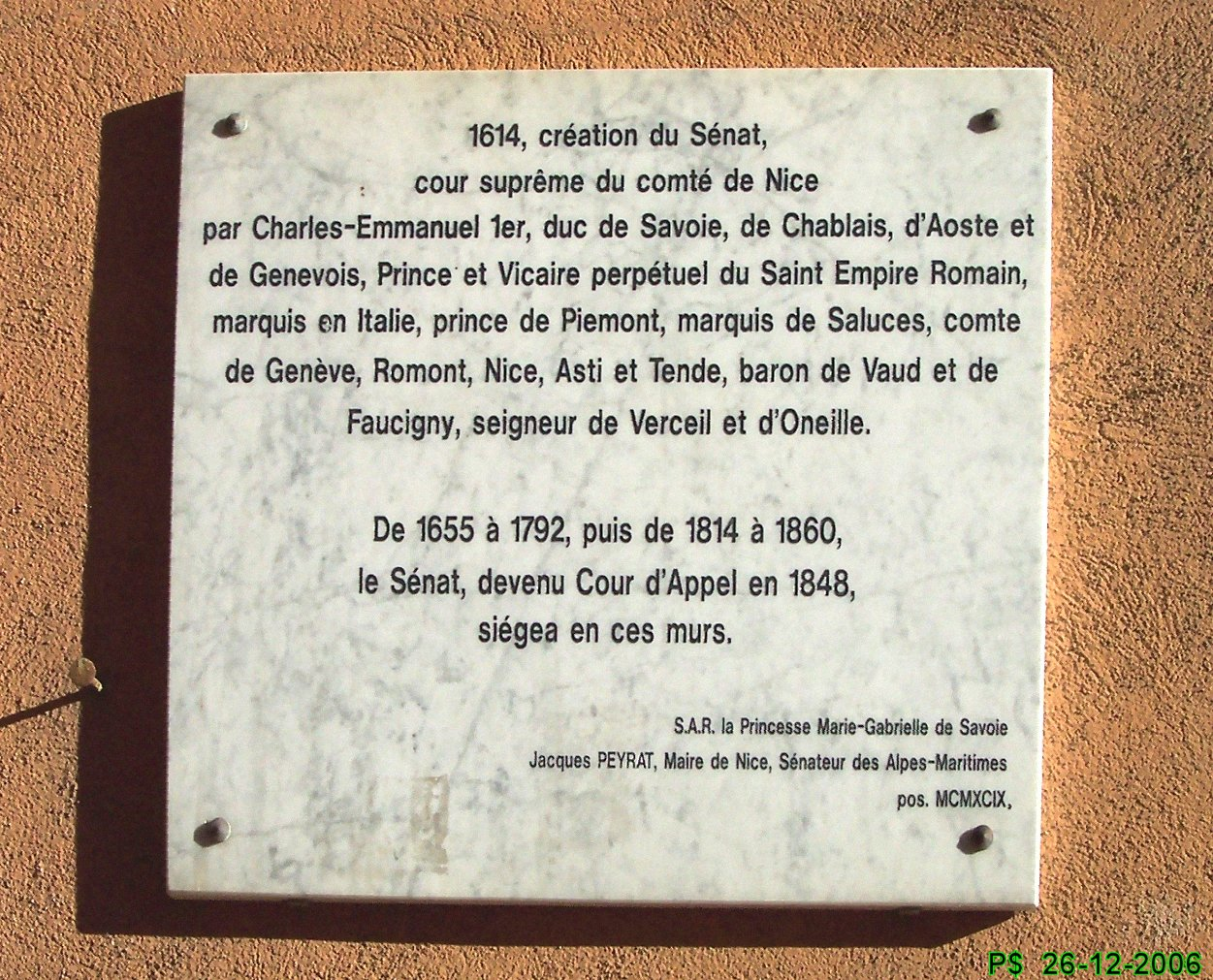
Plaque apposée par la princesse Marie-Gabrielle et Jacques Peyrat en 1999 sur l'ancien Sénat de Nice.

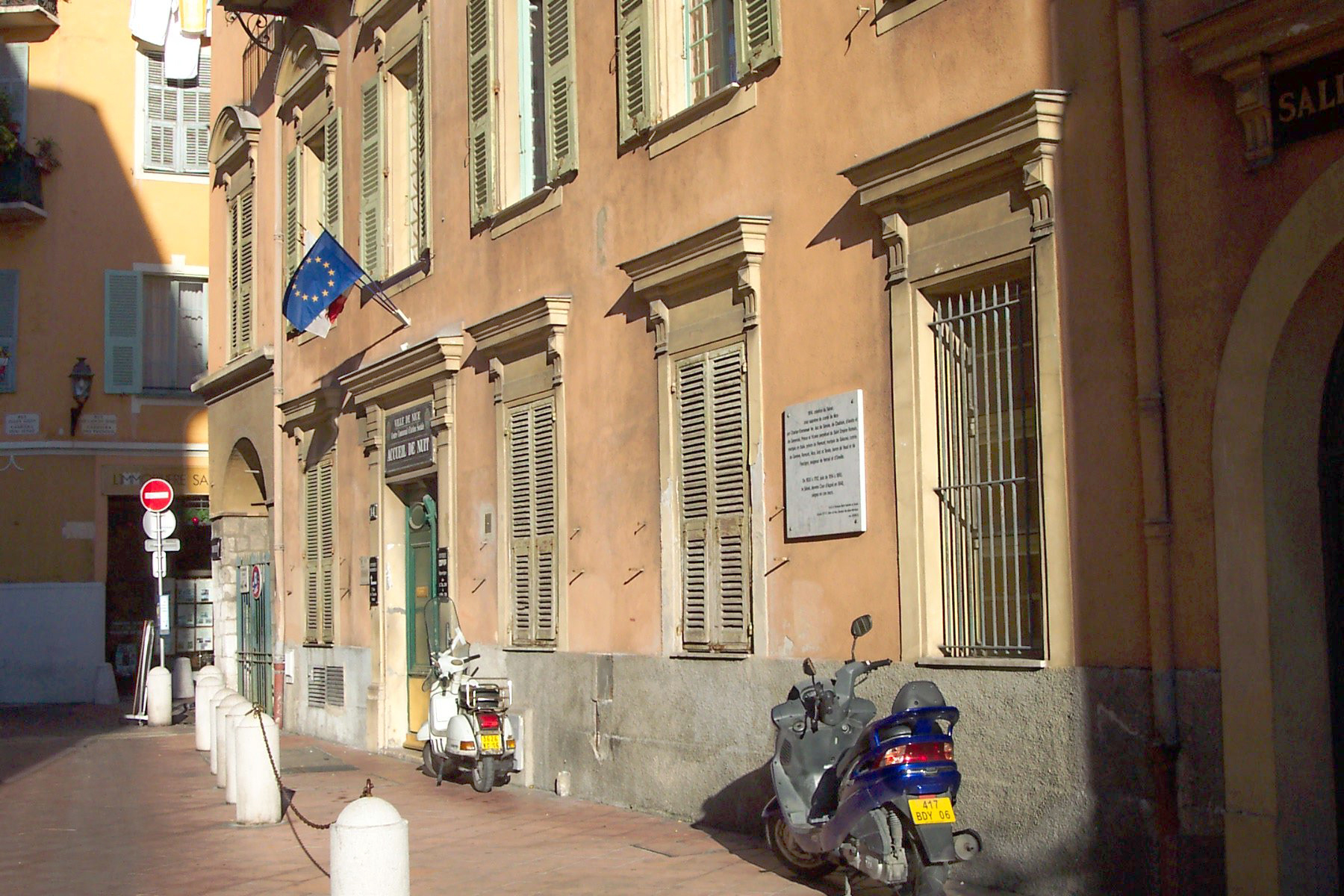
Vue de l'ancien Sénat de Nice.

En 1999, elle inaugure une plaque apposée sur l’ancien Sénat de Nice en compagnie du maire Jacques Peyrat : la présence d’une princesse de la maison de Savoie qui régna près de 500 ans (1388-1860) sur Nice était destinée à interpeller les autorités françaises et les inciter à revenir sur la décision de supprimer la cour d'appel de Nice (au profit d'Aix-en-Provence) prise lors du rattachement de Nice à la France en 1860.
Elle se présente à l’élection présidentielle italienne de 2006, mais n’obtient que trois voix des députés et sénateurs réunis pour l’élection.
Marie-Gabrielle participe en 2021 à l'émission française Secrets d'Histoire, présentée par Stéphane Bern, au cours d'un épisode dédié à sa grand-mère la reine Élisabeth de Belgique. Son cousin, l'ancien roi des Belges Albert II, est également interviewé à cette occasion.

### Résidence
Marie Gabrielle de Savoie occupe jusqu’à son divorce en 1990 le château Balsan, près d’Èze-sur-Mer (Alpes-Maritimes), propriété privée construite par Jacques Balsan en 1921, et rachetée par son mari. Sa présence sur les terres d’Èze est naturelle puisque entre 1388 et 1860, la commune d’Èze et le comté de Nice, dépendaient de la famille de Savoie, c’est-à-dire du XIVe siècle au XIXe siècle. Aujourd’hui encore, dans l’église, une peinture représente le village d’Èze-sur-Mer surmonté de la bannière rouge à croix blanche de la Savoie, marque un ancrage de cette appartenance et de son passé historique. La princesse effectue de nombreux dons pour sa commune, notamment un tableau de l’école de Raphaël à l’église paroissiale d’Èze-sur-Mer.

## Joyaux de la famille de Savoie
Le « trésor de la famille de Savoie » se compose de bijoux et de milliers de perles, de diamants et d’autres pierres précieuses, remontant au XIXe siècle et notamment un collier contenant 684 perles offert par le roi Humbert Ier d’Italie (1878-1900) à son épouse Marguerite de Savoie (1851-1926), ainsi  qu’un diamant rose célèbre, ayant appartenu à un ami de Napoléon. Le 5 juin 1946, quelques jours avant de quitter définitivement l'Italie, le désormais ex-roi Humbert II déposa ce trésor à la Banque d'Italie, qui le garde depuis lors dans ses coffres-forts. Son frère Vittorio Emanuele — prétendant au trône d'Italie — et son neveu Emanuele Filiberto voulant récupérer ce trésor, Marie-Gabrielle de Savoie s’y oppose formellement avec l’appui de ses deux sœurs Maria-Pia et Marie-Béatrice de Savoie.

## Ascendance
|  |                                       |  |  |  |  |  |  |  |  |  |  |  |  |
|  | 8. Humbert Ier                        |  |  |  |  |  |  |  |  |  |  |  |  |
|  |                                       |  |  |  |  |  |  |  |  |  |  |  |  |
|  |                                       |  |  |  |  |  |  |  |  |  |  |  |  |
|  | 4. Victor-Emmanuel III                |  |  |  |  |  |  |  |  |  |  |  |  |
|  |                                       |  |  |  |  |  |  |  |  |  |  |  |  |
|  |                                       |  |  |  |  |  |  |  |  |  |  |  |  |
|  | 9. Marguerite de Savoie               |  |  |  |  |  |  |  |  |  |  |  |  |
|  |                                       |  |  |  |  |  |  |  |  |  |  |  |  |
|  |                                       |  |  |  |  |  |  |  |  |  |  |  |  |
|  | 2. Humbert II d'Italie                |  |  |  |  |  |  |  |  |  |  |  |  |
|  |                                       |  |  |  |  |  |  |  |  |  |  |  |  |
|  |                                       |  |  |  |  |  |  |  |  |  |  |  |  |
|  | 10. Nicolas Ier de Monténégro         |  |  |  |  |  |  |  |  |  |  |  |  |
|  |                                       |  |  |  |  |  |  |  |  |  |  |  |  |
|  |                                       |  |  |  |  |  |  |  |  |  |  |  |  |
|  | 5. Hélène de Monténégro               |  |  |  |  |  |  |  |  |  |  |  |  |
|  |                                       |  |  |  |  |  |  |  |  |  |  |  |  |
|  |                                       |  |  |  |  |  |  |  |  |  |  |  |  |
|  | 11. Milena Vukotić                    |  |  |  |  |  |  |  |  |  |  |  |  |
|  |                                       |  |  |  |  |  |  |  |  |  |  |  |  |
|  |                                       |  |  |  |  |  |  |  |  |  |  |  |  |
|  | 1. Marie-Gabrielle de Savoie          |  |  |  |  |  |  |  |  |  |  |  |  |
|  |                                       |  |  |  |  |  |  |  |  |  |  |  |  |
|  |                                       |  |  |  |  |  |  |  |  |  |  |  |  |
|  | 12. Philippe de Belgique              |  |  |  |  |  |  |  |  |  |  |  |  |
|  |                                       |  |  |  |  |  |  |  |  |  |  |  |  |
|  |                                       |  |  |  |  |  |  |  |  |  |  |  |  |
|  | 6. Albert Ier de Belgique             |  |  |  |  |  |  |  |  |  |  |  |  |
|  |                                       |  |  |  |  |  |  |  |  |  |  |  |  |
|  |                                       |  |  |  |  |  |  |  |  |  |  |  |  |
|  | 13. Marie de Hohenzollern-Sigmaringen |  |  |  |  |  |  |  |  |  |  |  |  |
|  |                                       |  |  |  |  |  |  |  |  |  |  |  |  |
|  |                                       |  |  |  |  |  |  |  |  |  |  |  |  |
|  | 3. Marie-José de Belgique             |  |  |  |  |  |  |  |  |  |  |  |  |
|  |                                       |  |  |  |  |  |  |  |  |  |  |  |  |
|  |                                       |  |  |  |  |  |  |  |  |  |  |  |  |
|  | 14. Charles-Théodore en Bavière       |  |  |  |  |  |  |  |  |  |  |  |  |
|  |                                       |  |  |  |  |  |  |  |  |  |  |  |  |
|  |                                       |  |  |  |  |  |  |  |  |  |  |  |  |
|  | 7. Élisabeth en Bavière (1876-1965)   |  |  |  |  |  |  |  |  |  |  |  |  |
|  |                                       |  |  |  |  |  |  |  |  |  |  |  |  |
|  |                                       |  |  |  |  |  |  |  |  |  |  |  |  |
|  | 15. Marie-Josèphe de Portugal         |  |  |  |  |  |  |  |  |  |  |  |  |
|  |                                       |  |  |  |  |  |  |  |  |  |  |  |  |
|  |                                       |  |  |  |  |  |  |  |  |  |  |  |  |

## Titres et honneurs

### Titres
- depuis le 24 février 1940 : Son Altesse Royale la princesse Marie-Gabrielle de Savoie[11].

### Honneurs
En 2006, Marie-Gabrielle de Savoie reçoit l'ordre suivant :
- Dame grand-croix de l'ordre des Saints-Maurice-et-Lazare.